# Léon-Albert-Maurice Copin
Léon-Albert-Maurice Copin, francoski general, * 1878, † 1978.